# Gullinmuseet
Gullinmuseet är ett svenskt personmuseum över jazzmusikern Lars Gullin i Sanda på Gotland.
Gullinmuseet, som invigdes 2011, ligger i Sanda stationshus, där Lars Gullin föddes 1928. Museet drivs av Sanda hembygdsförening och visar en utställning om Gullins liv och musik. Lars Gullin var en av de stora nydanarna i den svenska jazzmusiken och en av de mest kända svenska jazzmusikerna internationellt. Lars Gullin avled 1976.

Sedan 2015 finns en vandringsled från Gullinmuseet till Tjuls Järnvägsmuseum.